# Charlotte Højfeldt
Charlotte Højfeldt, née le 27 septembre 1977 à Aalborg, est une handballeuse danoise.

## Palmarès
- vainqueur de la Coupe EHF en 2004 avec Viborg HK
- finaliste de la Coupe des Coupes en 2010 avec KIF Vejen